# Thomas Holding
Thomas Holding est un acteur britannique de théâtre et du cinéma muet, né le 25 juin 1880 en Angleterre, et mort le 4 mai 1929 à New York (États-Unis). Il fit carrière aux États-Unis.

## Filmographie partielle
- 1915 : La Ville éternelle (The Eternal City) de Hugh Ford et Edwin S. Porter : David Rossi
- 1916 : Redeeming Love de William Desmond Taylor : John Bancroft
- 1916 : The Spider de Robert G. Vignola
- 1919 : La Sacrifiée (Her Kingdom of Dreams) de Marshall Neilan : Jim Warren
- 1919 : La Fugue d'Hélène Sherwood (One Week of Life) de Hobart Henley : Kingsley Sherwood
- 1919 : Beckoning Roads de Howard C. Hickman
- 1920 : La Proie (The Woman in His House) de John M. Stahl
- 1921 : Les Trois Mousquetaires (The Three Musketeers) de Fred Niblo : le duc de Buckingham
- 1921 : L'Inexorable (Without Benefit of Clergy) de James Young
- 1923 : Ruggles of Red Gap de James Cruze
- 1925 : Le Masque brisé (One Way Street) de John Francis Dillon
- 1926 : The Untamed Lady de Frank Tuttle
- 1926 : The Reckless Lady de Howard Higgin
- 1927 : Les Noces d'argent (The Nest) de William Nigh
- 1928 : Satan and the Woman de Burton L. King